# 山都县
32°26′43″N 112°09′35″E / 32.445269°N 112.159595°E
山都县，中国古县名，位于今河南省邓州市南部和湖北省襄阳市襄州区北部一带。县故城址位于今邓州市构林镇古村及其周围。
山都县本南阳之赤乡，秦昭王三十五年（前272年）置山都县，属南阳郡，晋武帝太康三年（282年）隶属于襄阳郡，南朝宋属新野郡，南朝齊属义安郡，梁因之。西魏为山都郡治所，北周废。